# Tongyeong
Tongyeong (del coreano: 통영), oficialmente Ciudad de Tongyeong (en coreano: 통영시, Tongyeong-si), es una ciudad ubicada en la provincia de Gyeongsang del Sur, al sur de Corea del Sur. Está ubicada al sur de Seúl,a unos 330 km, y a 60 al sudoeste de Busan. Su área es de 238.77 km² y su población total es de 153.329.
El nombre significa literalmente "puesto de mando" y está asociado con el almirante y general coreano Yi Sun Sin

## Administración
La ciudad de Tongyeong se divide en 1 eup, 6 myeon y 11 dong.

## Galería

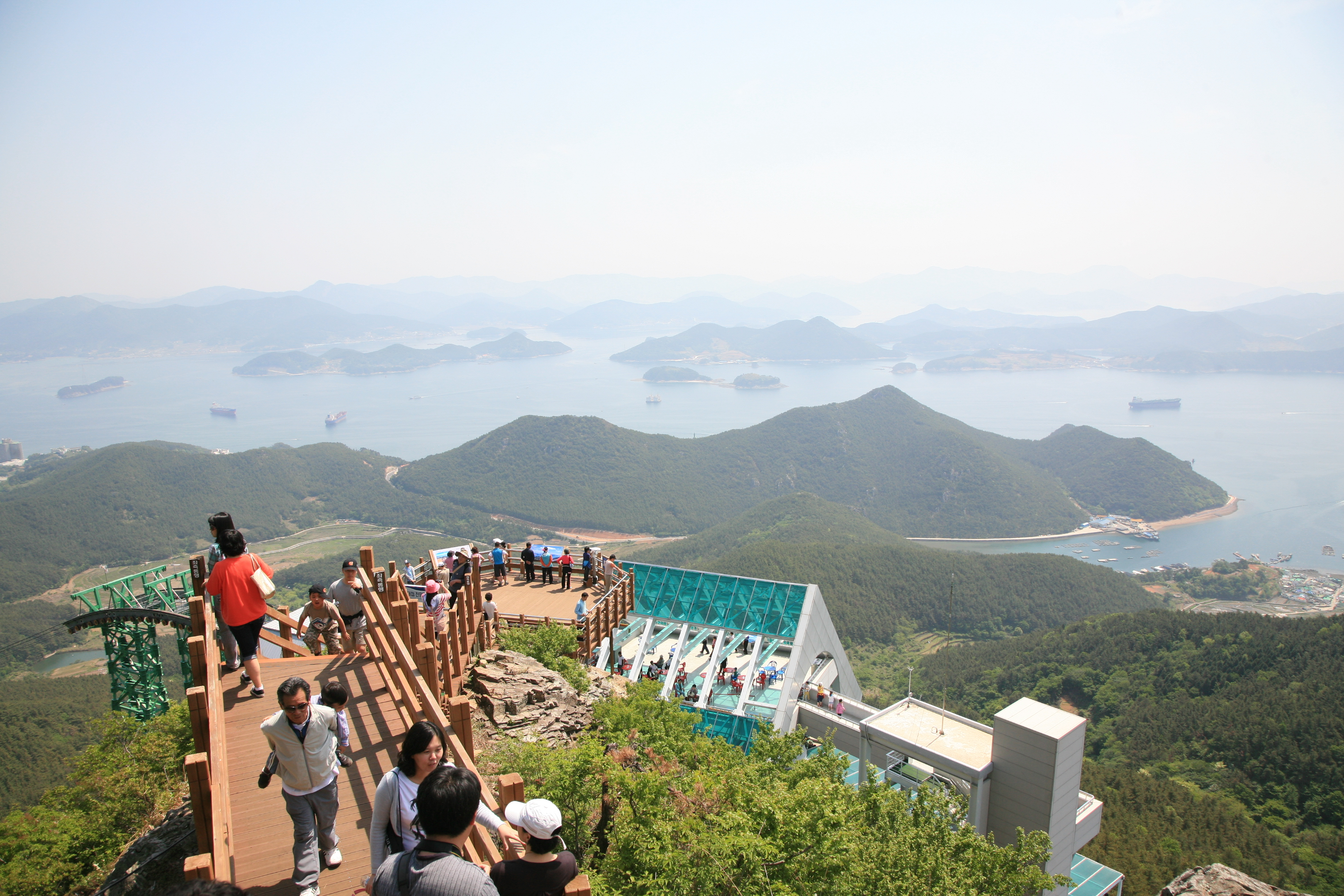
Parque Hallyeo
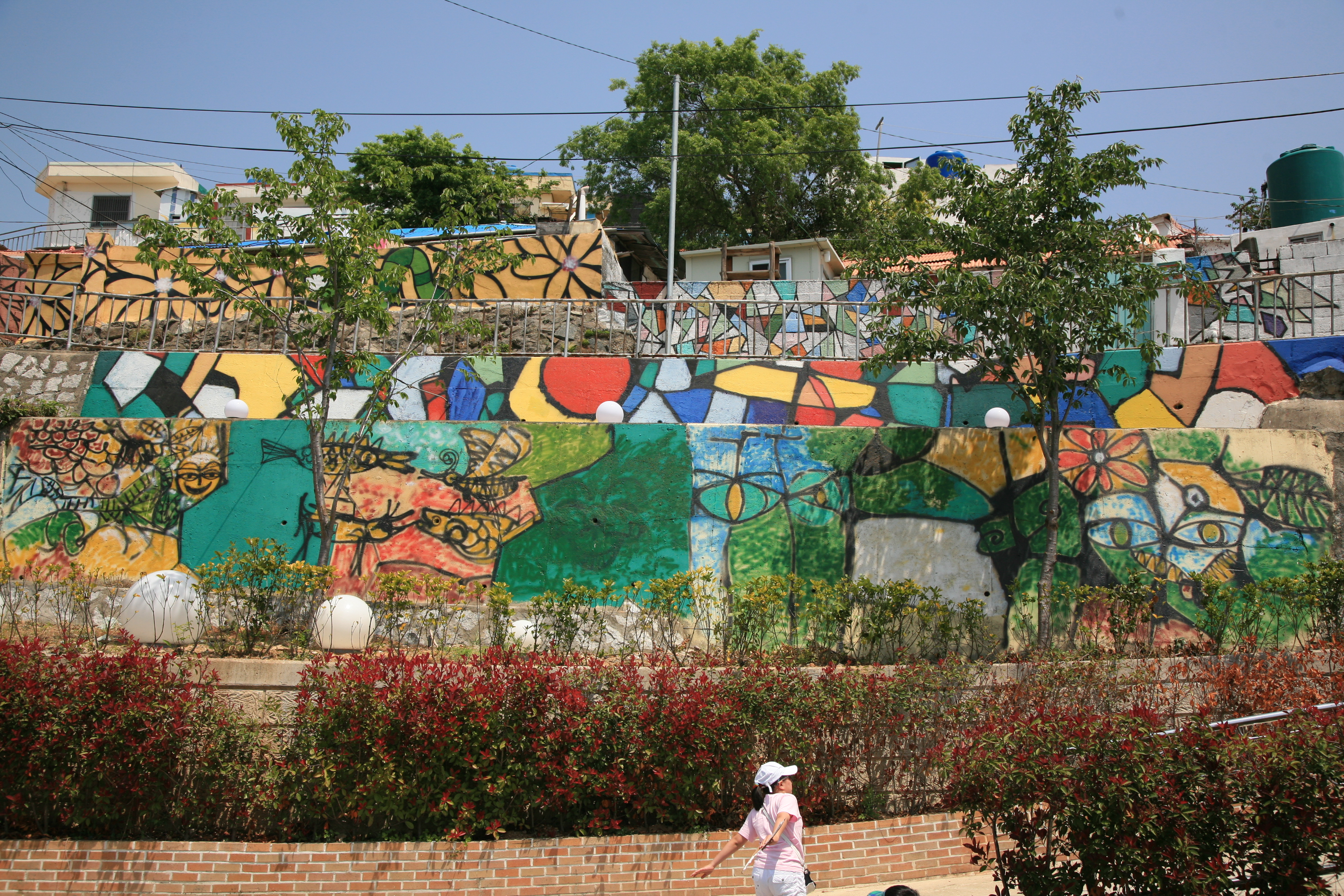
Dongpirang
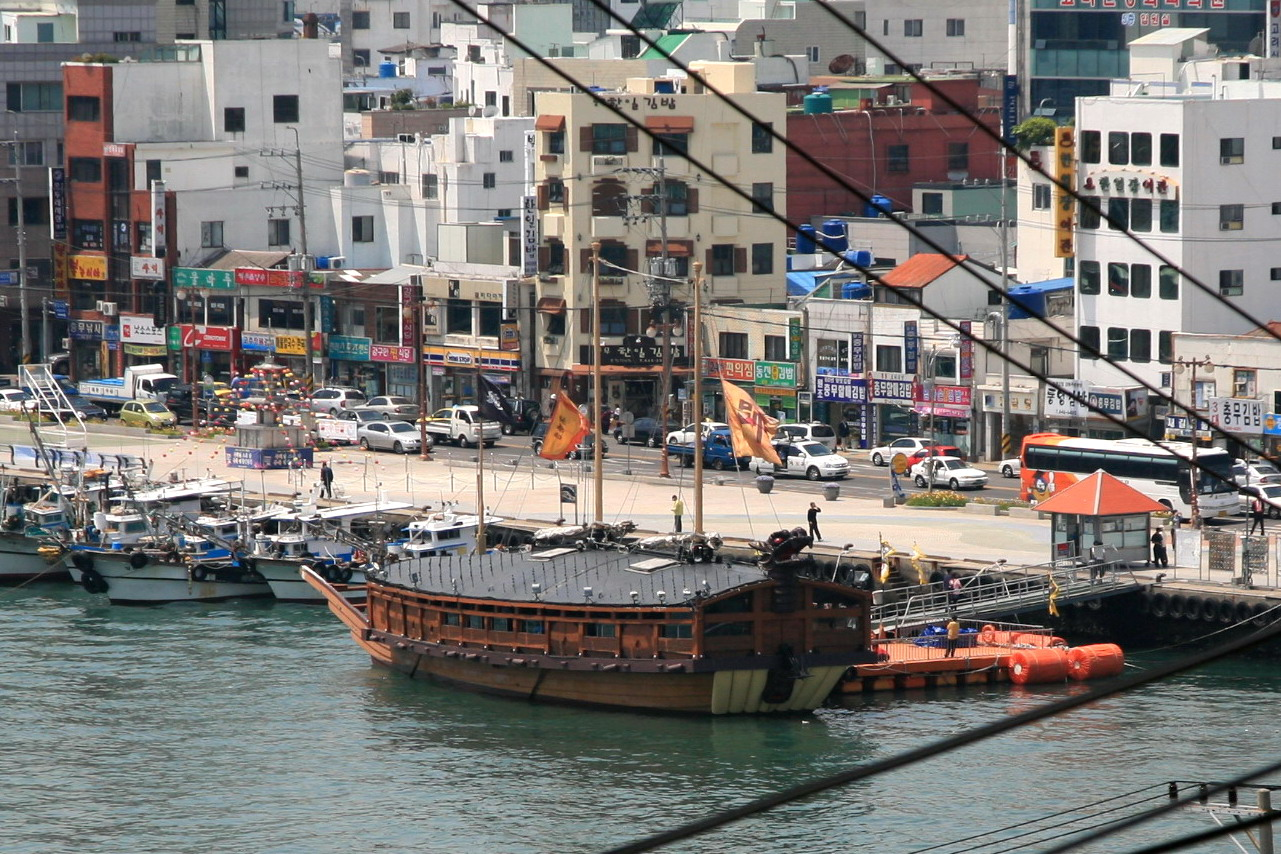
Barco tortuga
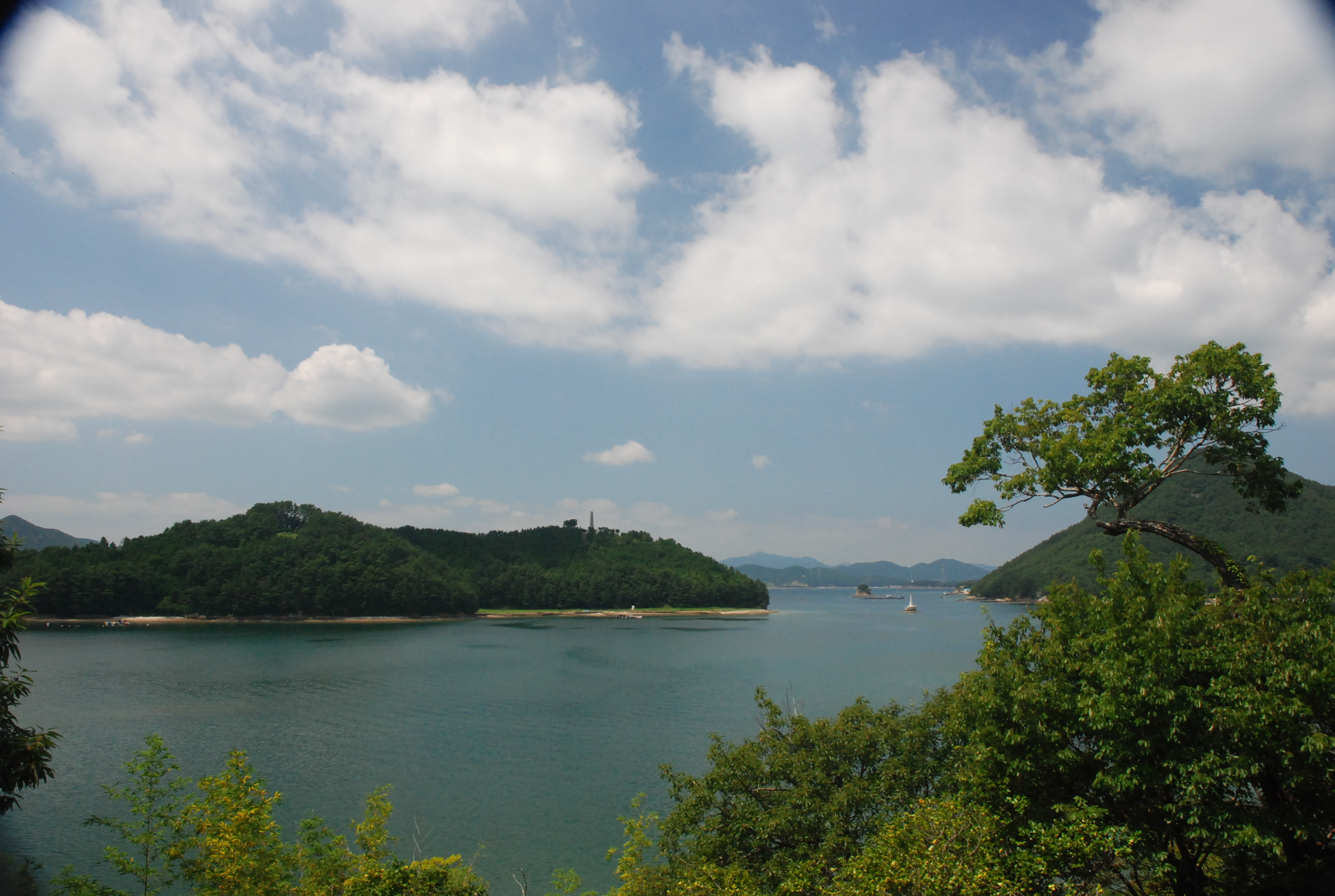
Isla Hansan

## Economía
La economía de Tongyeong se basa en gran medida por su ubicación, la pesca es una industria importante y con el turismo la hacen una ciudad central. 

## Geografía

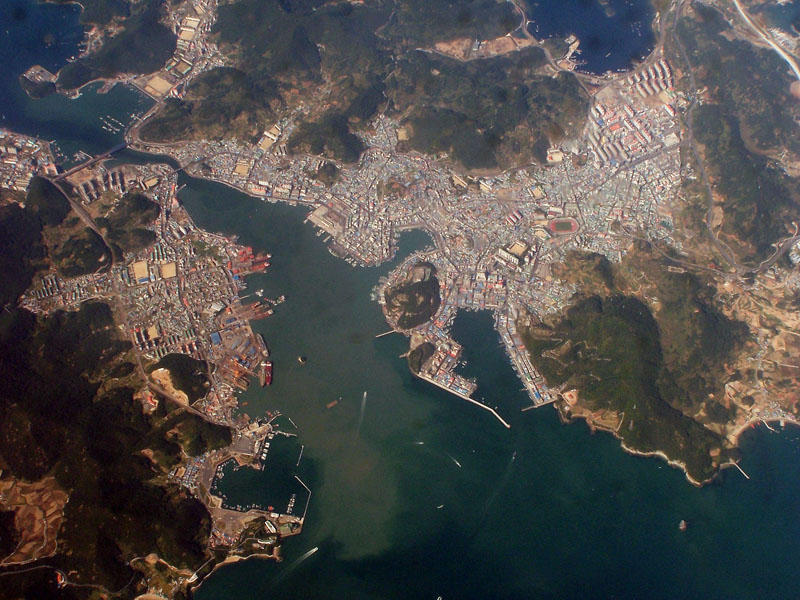
foto satélital de Tongyeong.

Tongyeong está situada en el extremo sur de la península de Goseong y sus tres lados están rodeados por el mar. Se compone de cuarenta y una islas habitadas y ciento diez deshabitadas. El deTongyeong es considerado como el puerto más hermoso de Corea del Sur.
El relieve se compone de montañas bajas que cruzan la península de sur a norte. La cordillera se extiende desde el monte Byeokbang (650 m) y otros picos como el Baral (261 m), Jeseokbong (279 m) y Yongha (461 m) en la isla Mireukdo.

## Clima
Tongyeong tiene un clima oceánico templado durante todo el año. La ciudad es la región más cálida de Gyeongsang del Sur, con una temperatura media anual de 14.7 °C. El mes más frío es enero, con una temperatura media de 2.5 °C, mientras que el mes más cálido es agosto, con la temperatura media de 26 °C. La precipitación media anual es de 1397 milímetros, por lo que es uno de los lugares más luviosos de Corea del Sur.
| Parámetros climáticos promedio de Tongyeong (1981−2010) | Parámetros climáticos promedio de Tongyeong (1981−2010) | Parámetros climáticos promedio de Tongyeong (1981−2010) | Parámetros climáticos promedio de Tongyeong (1981−2010) | Parámetros climáticos promedio de Tongyeong (1981−2010) | Parámetros climáticos promedio de Tongyeong (1981−2010) | Parámetros climáticos promedio de Tongyeong (1981−2010) | Parámetros climáticos promedio de Tongyeong (1981−2010) | Parámetros climáticos promedio de Tongyeong (1981−2010) | Parámetros climáticos promedio de Tongyeong (1981−2010) | Parámetros climáticos promedio de Tongyeong (1981−2010) | Parámetros climáticos promedio de Tongyeong (1981−2010) | Parámetros climáticos promedio de Tongyeong (1981−2010) | Parámetros climáticos promedio de Tongyeong (1981−2010) |
| Mes                                                     | Ene.                                                    | Feb.                                                    | Mar.                                                    | Abr.                                                    | May.                                                    | Jun.                                                    | Jul.                                                    | Ago.                                                    | Sep.                                                    | Oct.                                                    | Nov.                                                    | Dic.                                                    | Anual                                                   |
| ------------------------------------------------------- | ------------------------------------------------------- | ------------------------------------------------------- | ------------------------------------------------------- | ------------------------------------------------------- | ------------------------------------------------------- | ------------------------------------------------------- | ------------------------------------------------------- | ------------------------------------------------------- | ------------------------------------------------------- | ------------------------------------------------------- | ------------------------------------------------------- | ------------------------------------------------------- | ------------------------------------------------------- |
| Temp. máx. media (°C)                                   | 8.1                                                     | 10.0                                                    | 13.4                                                    | 18.0                                                    | 21.9                                                    | 24.8                                                    | 27.6                                                    | 29.7                                                    | 26.9                                                    | 22.6                                                    | 16.3                                                    | 10.7                                                    | 19.2                                                    |
| Temp. media (°C)                                        | 3.1                                                     | 4.9                                                     | 8.6                                                     | 13.4                                                    | 17.5                                                    | 20.9                                                    | 24.4                                                    | 26.1                                                    | 22.6                                                    | 17.6                                                    | 11.2                                                    | 5.5                                                     | 14.7                                                    |
| Temp. mín. media (°C)                                   | −0.8                                                    | 0.7                                                     | 4.4                                                     | 9.3                                                     | 13.9                                                    | 17.9                                                    | 22.0                                                    | 23.4                                                    | 19.4                                                    | 13.7                                                    | 7.0                                                     | 1.3                                                     | 11.0                                                    |
| Precipitación total (mm)                                | 29.8                                                    | 40.8                                                    | 83.1                                                    | 128.3                                                   | 180.1                                                   | 197.6                                                   | 313.5                                                   | 225.8                                                   | 136.7                                                   | 54.2                                                    | 39.8                                                    | 21.1                                                    | 1450.8                                                  |
| Días de precipitaciones (≥ 0.1 mm)                      | 5.1                                                     | 5.4                                                     | 7.9                                                     | 9.3                                                     | 9.6                                                     | 11.0                                                    | 14.8                                                    | 11.2                                                    | 8.5                                                     | 5.3                                                     | 5.4                                                     | 3.9                                                     | 97.4                                                    |
| Horas de sol                                            | 198.8                                                   | 192.3                                                   | 201.4                                                   | 205.9                                                   | 217.0                                                   | 174.4                                                   | 147.2                                                   | 189.5                                                   | 170.2                                                   | 211.0                                                   | 196.1                                                   | 206.6                                                   | 2310.4                                                  |
| Humedad relativa (%)                                    | 53.4                                                    | 54.6                                                    | 58.4                                                    | 64.9                                                    | 72.4                                                    | 78.9                                                    | 84.8                                                    | 80.6                                                    | 74.3                                                    | 66.8                                                    | 61.9                                                    | 55.0                                                    | 67.2                                                    |
| Fuente: Korea Meteorological Administration             |                                                         |                                                         |                                                         |                                                         |                                                         |                                                         |                                                         |                                                         |                                                         |                                                         |                                                         |                                                         |                                                         |

## Ciudades hermanas
- Reedley (California).
- Tamano (Okayama).
- Sayama (Saitama).